# Hlevnica
Hlevnica is een plaats in de gemeente Đurmanec in de Kroatische provincie Krapina-Zagorje. De plaats telt 277 inwoners (2001).